# Waacking
Waacking，又称甩手舞，是一種舞蹈形式，隨著迪斯可（Disco）及放克（Funk）音樂的節拍移動手臂，以肩膀上方和後方的手臂運動為主，也包含其他元素，如擺姿勢和走位。同時也會模仿電影明星戲劇性的姿勢，透過身體角度的扭曲、誇張的表情來加強舞蹈的視覺效果。

## 起源
起源於70年代美國洛杉磯（Los Angeles）的同性戀酒吧。在那個社會還沒現在開放的年代，大眾文化是不接受同性戀的存在的，同性戀在生活中必須隱藏自己的性取向。但在舞廳裡，LGBTQ群體們無須隱藏自己的身分，可以盡情解放自我，用控制身體的方式自由穿梭在陰陽的詮釋之間，去轉化現實生活中憑一己之力不能動搖的事情。 舞者們透過身體角度的扭曲、誇張的表情，去質疑那些「社會多數」。
威金誕生在美國最熱鬧的城市之一，發源卻非常隱密。因為西岸非洲裔與拉丁裔主要為父系社會，除了姓氏的傳承外，生理男性的男子氣概被視為「是男人」的指標。從青少年時期誰先長鬍子，一直到打扮、說話方式，這樣的思想壟斷了異己的發言權。

## 命名
Waacking的另一個名字是Punking。“punk”是70年代對同性戀男性的貶義詞，而稱為”punking”是將這個負面術語變為積極的一種方式。往後異性戀也參與了威金，但他們並不想將自己與名稱的消極、暴力和性內涵聯繫起來，因此稱此舞蹈類型為“waackin”。後來，杰弗裡丹尼爾（Jeffery Daniel）給waackin添加了“g”，使其“嘎嘎作響”。

## 發展
Tyrone Proctor是威金的創始人。他作為裁判，大師，編舞師及傳奇舞者，被譽為「威金之父」。
Waacking被Soul Train（芝加哥的一個表演節目）推廣，並影響了洛杉磯的威金舞團Outrageous Waacking Dancers的創作。2008年，Kumari Suraj發表自編的威金舞蹈，使威金在美國電視節目So You Think You Dance重新獲得了大眾關注。
此舞蹈風格也由美國電視系列動畫《神臍小捲毛》（Steven Universe）中的角色「大紅寶」（Garnet）演繹，作為她的許多魔法力量的催化劑，包括召喚魔法武器和與其他角色融合。

## 國際比賽

### WOD (World Of Dance)
World of Dance自2008年以來覆蓋了全國16個國家，是世界最大的街舞巡迴賽，它以街舞為基礎，推崇多種多樣的編舞風格，已經成為目前世界上最大的國際編舞賽事。